# Jonathan Richman & the Modern Lovers (album)
Jonathan Richman & the Modern Lovers  je studiové album americké skupiny Jonathan Richman & the Modern Lovers. Vydáno bylo v červenci roku 1976 společností Beserkley Records a jeho producenty byli Matthew King Kaufman a Glen Kolotkin. Jde o první album této skupiny – původní kapela, která vystupovala pouze pod názvem „The Modern Lovers“ – se rozpadla roku 1974. Její lídr Jonathan Richman následně založil novou kapelu, která vystupovala pod názvem „Jonathan Richman & the Modern Lovers“. Z původní kapely zůstal kromě Richmana ještě bubeník David Robinson, který však po vydání této první desky odešel.

## Seznam skladeb
| Pořadí | Název                            | Autor            | Délka |
| ------ | -------------------------------- | ---------------- | ----- |
| 1.     | Rockin' Shopping Center          | Jonathan Richman | 3:39  |
| 2.     | Back in the U.S.A.               | Chuck Berry      | 2:27  |
| 3.     | Important in Your Life           | Richman          | 3:41  |
| 4.     | New England                      | Richman          | 2:25  |
| 5.     | Lonely Financial Zone            | Richman          | 3:03  |
| 6.     | Hi Dear                          | Richman          | 3:23  |
| 7.     | Abominable Snowman in the Market | Richman          | 2:30  |
| 8.     | Hey There Little Insect          | Richman          | 3:13  |
| 9.     | Here Come the Martian Martians   | Richman          | 3:17  |
| 10.    | Springtime                       | Richman          | 3:53  |
| 11.    | Amazing Grace                    | John Newton      | 2:47  |

## Obsazení
- Jonathan Richman – zpěv, kytara
- Leroy Radcliffe – kytara, zpěv
- Greg „Curly“ Keranen – baskytara, zpěv
- David Robinson – bicí, zpěv